# Laura Gómez-Lacueva
Pour les articles homonymes, voir Gómez.
Laura Gómez-Lacueva, née le 24 février 1975 à Saragosse et morte dans la même ville le 30 mars 2023, est une actrice espagnole de théâtre, cinéma et télévision.

## Biographie
Laura Gómez-Lacueva commence sa formation comme actrice en 1994 à l'Escuela Municipal de Teatro de Zaragoza (en français : École municipale de théâtre de Saragosse), où elle étudie pendant trois ans. Elle poursuit ses études entre Saragosse, Madrid et Paris, avec des cours de commedia dell'arte, danse, chant, clown, dramaturgie et cinematographie.
En 1998, elle crée sa propre compagnie de clown, Muac Teatro, avec Ana García. En 2011, elle fonde une nouvelle compagnie, Nueve de Nuevo Teatro, avec Jorge Usón, Carmen Barrantes et Hernán Romero. Depuis 2008, elle fait partie de l'équipe du programme humoristique Oregón Télévision (TV) d'Aragon TV (en espagnol : Aragón TV) où elle joue plusieurs personnages populaires récurrents, comme la grand-mère de la famille Gálvez, Adela et E T.

### Télévision
Elle se fait connaître dans les séries Aída (2014), La zona (2017), El último show  (2020) et Cuéntame cómo pasó  (2021). Elle intègre également le casting de la série populaire La que se avecina,.

### Cinéma
Elle joue dans les films Chrysalis (2011) et La novia (2015) de Paula Ortiz, Incierta gloria (2017), d'Agustí Villaronga et El reino (2018), de Rodrigo Sorogoyen. En 2020, elle joue deux grands rôles qui demeurent dans sa carrière : Tina, dans le film Historias lamentables de Javier Fesser, et l'une des religieuses de Las niñas de Pilar Palomero , film qui gagne quatre Prix Goya en 2021,.

## Postérité
Elle décède prématurément le 30 mars 2023, à 48 ans, d'un long combat contre le cancer.

## Distinctions
- 2021: Prix Yago pour son interprétation dans le film Historias lamentables de Javier Fesser[13].

Laura Gómez-Lacueva, par Javier Mantrana del Valle.